# Kay de Wolf
Kay de Wolf   (Veldhoven, 29 de setembre de 2004) és un pilot de motocròs neerlandès que va guanyar el Campionat del Món de MX2 del 2024.

## Carrera esportiva

### Primers anys
Les temporades del 2017 i 2018, De Wolf es va proclamar campió dels Països Baixos en la cilindrada de 85cc amb una KTM. El 2018 va acabar segon al Campionat del Món de motocròs júnior.
El 2019 va disputar la seva primera temporada completa al Campionat d'Europa (EMX125), amb Husqvarna. Va obtenir-hi punts a gairebé totes les curses i va acabar la temporada en sisena posició. A banda, va guanyar el Campionat dels Països Baixos en la categoria de 125cc. El 2020 va passar al campionat d'Europa EMX250, on va acabar quart.

### Al mundial de motocròs
Des del 2021, De Wolf ha competit al Campionat del Món de MX2. El seu primer any al campionat ja va guanyar una mànega al Gran Premi de Bèlgica i va acabar la temporada en setena posició.
El 2022 va tornar a guanyar una mànega al Gran Premi de Bèlgica. A causa d'una lesió a mitja temporada, però, es va perdre algunes rondes i va acabar la temporada en sisena posició. Aquell any, a més, va formar part de la selecció neerlandesa per al Motocròs de les Nacions, al costat de Glenn Coldenhoff i Calvin Vlaanderen. L'equip hi va acabar en setena posició.
El gener de 2023, De Wolf va rebre el patrocini de Red Bull. Aquell any va acabar el mundial en sisena posició, a més de guanyar el Campionat dels Països Baixos de 250cc.
El 2024, De Wolf es proclamà campió del món després d'haver guanyat set curses i haver obtingut cinc podis més durant la temporada.

## Palmarès al Campionat del Món de Motocròs
A 1 de gener del 2025

### Resultats per any
| Any  | Motocicleta | MX2 |
| ---- | ----------- | --- |
| 2021 | Husqvarna   | 7è  |
| 2022 | Husqvarna   | 6è  |
| 2023 | Husqvarna   | 6è  |
| 2024 | Husqvarna   | 1r  |

### Resultats en Grans Premis
Barem de puntuació de 2002 ençà:
| Posició | 1  | 2  | 3  | 4  | 5  | 6  | 7  | 8  | 9  | 10 | 11 | 12 | 13 | 14 | 15 | 16 | 17 | 18 | 19 | 20 |
| Punts   | 25 | 22 | 20 | 18 | 16 | 15 | 14 | 13 | 12 | 11 | 10 | 9  | 8  | 7  | 6  | 5  | 4  | 3  | 2  | 1  |

(Llegenda)
| Any      | Rda 1 | Rda 2 | Rda 3 | Rda 4 | Rda 5 | Rda 6 | Rda 7 | Rda 8 | Rda 9 | Rda 10 | Rda 11 | Rda 12 | Rda 13 | Rda 14 | Rda 15 | Rda 16 | Rda 17 | Rda 18 | Rda 19 | Rda 20 | Posició mitjana | % Podis | Posició |
| -------- | ----- | ----- | ----- | ----- | ----- | ----- | ----- | ----- | ----- | ------ | ------ | ------ | ------ | ------ | ------ | ------ | ------ | ------ | ------ | ------ | --------------- | ------- | ------- |
| 2023 MX2 | 8     | 2     | 3     | 5     | 2     | 4     | 5     | 1     | 11    | 10     | 6      | 3      | Ret    | OUT    | OUT    | OUT    | OUT    | 4      | 4      | -      | 4.85            | 36%     | 6è      |
| 2024 MX2 | 1     | 1     | 1     | 4     | 4     | 4     | 2     | 2     | 4     | 7      | 1      | 5      | 1      | 1      | 5      | 2      | 1      | 2      | 2      | 4      | 2.70            | 60%     | 1r      |